# Squadre operaie armate
Le Squadre operaie armate, chiamate in alcuni casi anche Squadre armate operaie, in acronimo SOA o SAO, furono un gruppo terrorista comunista fondata nel 1973 e confluita nel 1977 in Prima Linea.

## Storia
La nascita delle Squadre avvenne dopo il congresso di Rosolina quando Potere Operaio si sciolse nel 1973 e molti militanti scelsero la via della lotta armata contro il capitalismo e lo Stato italiano, che secondo le squadre lo sosteneva.
Le prime azioni però furono di sabotaggio e non di violenza fisica contro le persone, facendo attentato contro l'Alfa Romeo, la Fiat e le altre industrie italiane.
Visto l'esiguo numero delle persone che partecipano decidono di passare a Prima Linea.